# Жарли (Байганінський район)
Жарли́ (каз. Жарлы) — село складі Байганінського району Актюбінської області Казахстану. Адміністративний центр Кольтабанського сільського округу.
Населення — 1889 осіб (2021; 1998 у 2009, 2000 у 1999, 1871 у 1989).